# Герцог д’Эгийон

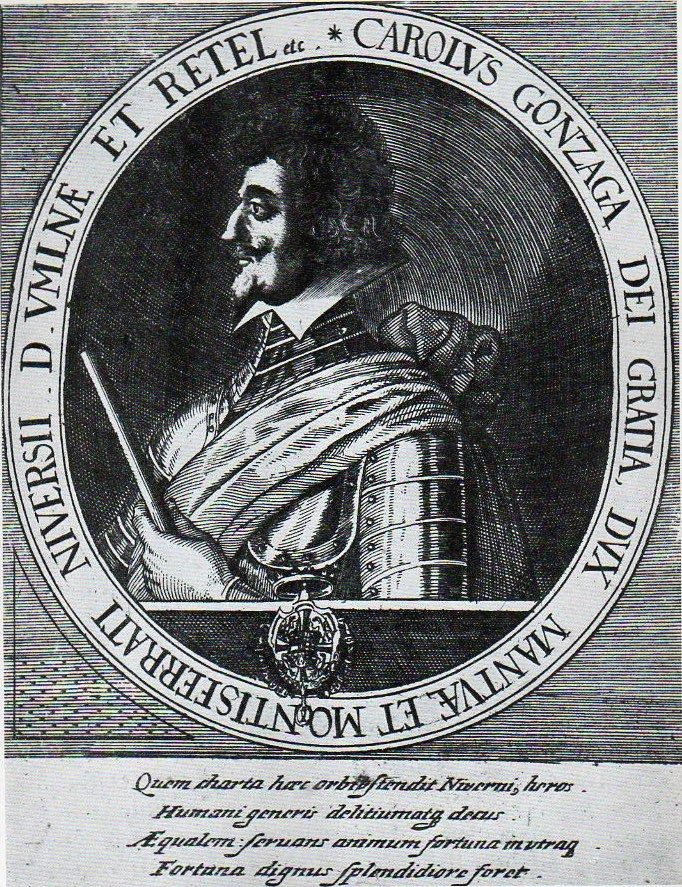
Шарль II де Невер (1609—1631), герцог де Майенн и д’Эгийон (1621—1631)

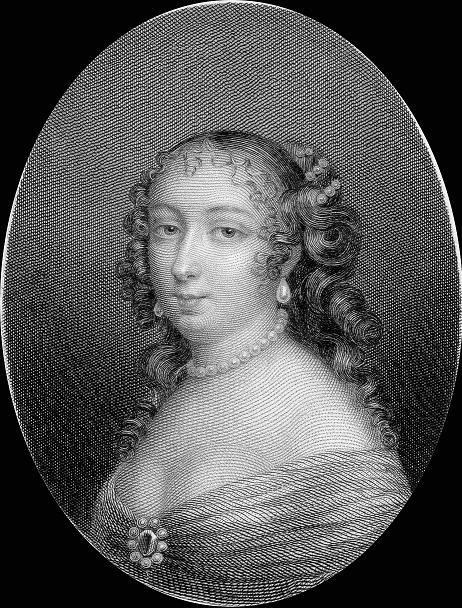
Мария-Магдалена де Виньеро, 1-я герцогиня д’Эгийон

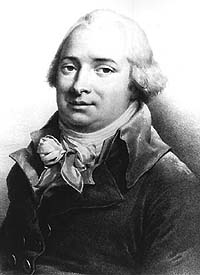
Эммануэль Арман де Виньеро дю Плесси-Ришельё, герцог д’Эгийон

Ге́рцог д’Эгийо́н или в дореволюционном написании Эгильо́н (фр. duc d'Aiguillon) — герцогский титул в звании пэра Франции. Он был создан в 1599 году королем Франции Генрихом IV для Генриха де Гиза.
Герцогский титул существовал в 1599—1632, 1638—1704, 1731—1800 годах.

## Орфография
Неверное написание по-русски — Эгюйон, Эгюийон.

## Список герцогов д’Эгийон

### Первая креация (1599)
- 1599—1621: Анри де Майенн (20 декабря 1578 — 20 сентября 1621) — старший сын Шарля Лотарингского (1554—1611), 1-го герцога Майеннского (1573—1611), и Генриетты Савойской (1541/1542 — 1611), маркизы де Вийяр, барон, затем 1-й герцог д’Эгийон, герцог де Майенн; владелец особняка Hôtel de Mayenne в Париже; свидетель коронации Людовика XIII.
- 1621—1631: Шарль де Невер (22 октября 1609 — 30 августа 1631), второй сын Карло I Гонзага-Невер (1580—1637), герцога де Невера, герцога де Ретеля, и Катерины Лотарингской (1585—1618), дочери Шарля Лотарингского, герцога Майена. Его внучка, Элеонора, стала женой императора Священной Римской империи Фердинанда II
- 1631—1632: Фердинанд де Гонзага (1610 — 25 мая 1632), младший брат предыдущего, третий сын Карло I Гонзага-Невер, герцога де Невера, герцога де Ретеля, и Катерины Лотарингской (1585—1618), дочери Шарля Лотарингского, герцога Майена. Не был женат и не оставил детей.

### Герцоги деПюилоран
В 1632 году кардинал Ришельё присоединил герцогство к короне Франции, чтобы его не смогли унаследовать наследники Генриха Лотарингского, герцога де Гиза. В 1634 году герцогский титул был передан Антуану де Л’Агу (1602—1635), фавориту герцога Гастона Орлеанского. Герцогство д’Эгийон стало известно как герцогство де Пюилоран.
- 1634—1635: Антуан де Л’Аг (1602 — июль 1635), герцог де Пюилоран и пэр Франции, супруг Маргариты-Филиппы дю Камбу (1624—1674), так называемой мадмуазель де Понташо. В 1635 году Антуан де Л’Аг попал в опалу и был заключен в тюрьму. После его смерти в заключении в том же году герцогский титул пресекся.

### Вторая креация (1638)
В 1638 году кардинал Ришельё восстановил титул герцога д’Эгийон и пожаловал его своей племяннице Марии-Мадлен де Виньеро де Плесси (1604—1675).
- 1638—1675: Мария-Магдлена де Виньеро дю Плесси (1604 — 17 апреля 1675) — племянница кардинала Ришельё, дочь его сестры Франсуазы дю Плесси и Рене де Виньеро, сеньора де Понткурле и де Глене, хозяйка домашнего салона.

В 1674 году Мария-Мадлена установила порядок наследования своего имущества. Её наследницей стала её племянница, Мария-Мадлена-Тереза (1636—1704), дочь её брата Франсуа де Виньеро (1609—1646). В случае отсутствия у неё детей, герцогский титул должен был перейти Луи-Арману, маркизу де Ришельё (1654—1730), и его законным наследникам мужского пола. В 1675 году после смерти Марии-Магдалены герцогский титул перешел к её племяннице:
- 1675—1704: Мария-Магдалена-Тереза де Виньеро дю Плесси (25 апреля 1636 — декабрь 1704), дама д’Аженуа, 2-я герцогиня д’Эгийон, баронесса де Сожон и пэр Франции, племянница предыдущей, дочь Франсуа де Виньеро дю Плесси, брата 1-й герцогини д’Эгийон. Она скончалась бездетной в 1704 году.

В 1704 году на герцогский титул стал претендовать Луи-Арман де Виньеро дю Плесси (1654—1730), маркиз де Ришельё и племянник Марии-Магдалены, сын Жана-Батиста Амадора де Виньеро дю Плесси (1632—1662), младшего племянника кардинала Ришельё. Но из-за противодействия некоторых пэров и несовершеннолетия короля Людовика XV Луи-Араман де Виньеро дю Плесси не смог вступить во владение герцогством.

### Восстановление титула (1731)
В 1730 году после смерти маркиза де Ришельё его единственный сын, Арман-Луи де Виньеро дю Плесси, унаследовал его претензии на герцогство и попросил о признании за ним герцогского титула. 10 мая 1731 года Парижский парламент, несмотря на возражение части герцогов и пэров, признал Армана-Луи де Виньеро дю Плесси носителем титула герцога д’Эгийон.
- 1731—1750: Арман I д’Эгийон (9 октября 1683 — 4 февраля 1750), сын Луи-Армана, маркиза де Ришельё, герцог д’Эгийон, граф д’Аженуа, пэр Франции, литератор и академик
- 1750—1788: Эммануэль Арман д’Эгийон (31 июля 1720 — 1 сентября 1788), единственный сын предыдущего, герцог д’Эгийон, граф, затем герцог д’Аженуа, пэр Франции, маршал (1748); министр иностранных дел Франции (1771—1774), наместник Эльзаса и Бретани (1753—1768);
- 1788—1800: Арман II д’Эгийон (31 октября 1761 — 4 мая 1800), единственный сын предыдущего, герцог д’Эгийон, граф д’Аженуа, пэр Франции, генерал-лейтенант Бретани.

В 1800 году после смерти бездетного герцога д’Эгийон герцогский титул прервался.